# Hawthorne (Florida)
Hawthorne es una ciudad ubicada en el condado de Alachua en el estado estadounidense de Florida. En el Censo de 2010 tenía una población de 1417 habitantes y una densidad poblacional de 109,36 personas por km².

## Geografía
Hawthorne se encuentra ubicada en las coordenadas 29°35′17″N 82°5′2″O / 29.58806, -82.08389. Según la Oficina del Censo de los Estados Unidos, Hawthorne tiene una superficie total de 12.96 km², de la cual 12.4 km² corresponden a tierra firme y (4.34%) 0.56 km² es agua.

## Demografía
Según el censo de 2010, había 1417 personas residiendo en Hawthorne. La densidad de población era de 109,36 hab./km². De los 1417 habitantes, Hawthorne estaba compuesto por el 52.36% blancos, el 45.24% eran afroamericanos, el 0.07% eran amerindios, el 0.28% eran asiáticos, el 0% eran isleños del Pacífico, el 0.56% eran de otras razas y el 1.48% pertenecían a dos o más razas. Del total de la población el 2.05% eran hispanos o latinos de cualquier raza.